# M63防空槍架
M63防空槍架（英語：M63 ground mount）是12.7×99毫米北約口徑（.50 BMG）白朗寧M2重機槍所使用的四腳式槍架。

## 設計
M63防空槍架本身的總重量為65千克（143.30磅），裝上M2以後的高度為1,067毫米（42.01英寸）。其最大射擊仰角為85°、俯角為29°，而迴旋角度為360°。
該槍架通常架設在沙坑中，然後放下四條支架，再以沙袋固定。擊發時按壓槍架後部的左側上下兩個橫置式握把以上的扳機的其中一個即可。
用重機槍以對付地面目標時使用M3三腳架（或全新的M205三腳架）更為適合，因為當該槍架以上的重機槍以低角度（俯角）擊發時，會導致槍架較不穩定。

## 外部連結
- （简体中文）—D Boy Gun World（槍炮世界）—M2HB机枪 （页面存档备份，存于）（有M63防空槍架的附圖）